# Союз МС-11
Союз МС-11 (№ 741, ISS-57S) — российский транспортный пилотируемый космический корабль, запуск которого к Международной космической станции состоялся 3 декабря 2018 года. На станцию доставлены трое участников экспедиций МКС-57 и 58/59. Запуск осуществлен ракетой-носителем «Союз-ФГ» с космодрома Байконур. Это 138-й пилотируемый полёт корабля «Союз», первый полёт которого состоялся в 1967 году.
Запуск был посвящён-20 летию начала строительства МКС, на корпус головного обтекателя была помещена памятная эмблема.

## Экипаж
| Космонавт          | Должность                                                   | # полёта        | Корпорация      |                 |                 |                 |
| Основной экипаж    | Основной экипаж                                             | Основной экипаж | Основной экипаж | Основной экипаж | Основной экипаж | Основной экипаж |
| ------------------ | ----------------------------------------------------------- | --------------- | --------------- | --------------- | --------------- | --------------- |
| Олег Кононенко     | Командир ТПК «Союз МС», бортинженер МКС-57, командир МКС-58 | 4               | Роскосмос       |                 |                 |                 |
| Давид Сен-Жак      | Бортинженер-1 ТПК «Союз МС», бортинженер МКС-57/58          | 1               | ККА             |                 |                 |                 |
| Энн Макклейн       | Бортинженер-2 ТПК «Союз МС», бортинженер МКС-57/58          | 1               | НАСА            |                 |                 |                 |
| Дублёры            |                                                             |                 |                 |                 |                 |                 |
| Александр Скворцов | Командир экипажа                                            | 3               | Роскосмос       |                 |                 |                 |
| Лука Пармитано     | Бортинженер-1                                               | 2               | ЕКА             |                 |                 |                 |
| Эндрю Морган       | Бортинженер-2                                               | 1               | НАСА            |                 |                 |                 |

30 ноября 2017 года решением Межведомственной комиссии были утверждены составы экипажей МКС на 2018 год. Бортинженером-2 основного экипажа ТПК «Союз МС-11» была назначена астронавт Серена Ауньон, которая 18 января 2018 года была переведена в состав основного экипажа «Союз МС-09», вместо выбывшей Джанетт Эппс. В январе 2018 года бортинженером-2 основного экипажа ТПК «Союз МС-11» назначена астронавт Энн Макклейн.

## Полёт
Запуск ТПК «Союз МС-11» ранее был запланирован на 20 декабря 2018 года. В связи с аварией ракеты-носителя «Союз-ФГ», которая должна была 11 октября 2018 года вывести на орбиту ТПК «Союз МС-10» и доставить новый экипаж космической экспедиции МКС-57 на борт МКС, запуск ТПК «Союз МС-11» был запланирован досрочно, на 3 декабря 2018 года.
Запуск состоялся 3 декабря 2018 года в 14:31 мск с «Гагаринского старта». Корабль пристыковался к МКС в 20:33 мск, полёт проходил 6 часов по короткой четырёхвитковой схеме. Союз МС-11 доставил на МКС 152 кг груза.
5 декабря космонавт Олег Кононенко начал проведение эксперимента по печати живых тканей на 3D-биопринтере «Органавт», при помощи которого впервые в условиях невесомости создан органный конструкт щитовидной железы мыши. В декабре 2018 ткани и образцы, получившиеся в результате эксперимента, были спущены на Землю на ТПК «Союз МС-09», после чего началось их исследование.
11 декабря 2018 года российские космонавты Олег Кононенко и Сергей Прокопьев совершили выход в открытый космос для обследования внешней обшивки корабля «Союз МС-09». Продолжительность выхода составила 7 часов 45 минут. Космонавты вскрыли экранно-вакуумную теплоизоляцию и микро-метеоритную защитную панель. На внешней поверхности бытового отсека корабля обнаружили небольшое отверстие, которое не создало никакой опасности для экипажа МКС и не угрожало безопасности экипажа корабля при его возвращении на Землю 20 декабря 2018 года.

### Посадка
25 июня 2019 года в 05:48 мск спускаемый аппарат с космонавтом Роскосмосa Олегом Кононенко, астронавтами Энн Макклейн (НАСА) и Давидом Сен-Жаком (ККА) совершил посадку в Казахстане в 148 км юго-восточнее города Жезказган. Самочувствие вернувшихся на Землю членов экипажа хорошее. Продолжительность пребывания в космическом полёте экипажа длительной экспедиции МКС-58/59 составила 204 суток
. По информации некоторых СМИ во время спуска с орбиты произошёл отказ основного коллектора двигателя, однако автоматика успешно переключилась на резервный. Роскосмос опроверг данную информацию, сообщив, что по результатам анализа телеметрической информации при проведении посадки экипажа ТПК все бортовые системы и агрегаты «Союза МС-11» (в том числе комбинированная двигательная установка) отработали в штатном режиме, в строгом соответствии с программой полёта. Резервный коллектор в контуре пневмогидросистемы КДУ был подготовлен для использования в случае возможного возникновения необходимости.

## Эмблема
Эмблема экипажа имеет круглую форму. На круг, слева направо по диагонали, наложено изображение космического корабля «Союз», продолжаемое красной стрелой, которая олицетворяет логотип госкорпорации «Роскосмос». Стрела устремлена к Луне и Марсу, изображённых поверх линии. Справа от корабля видна Международная космическая станция. Горизонт, делящий круг эмблемы пополам, символизирует рассвет новой эры в космических исследованиях и надежду на то, что космос продолжит вдохновлять и объединять людей со всего мира. Справа на эмблеме — созвездие Скорпиона с его наиболее яркой звездой Антарес, что напоминает о позывном экипажа, командиром которого является Олег Кононенко, имя которого находится в верхней части эмблемы. На эмблеме также представлены имена двух других членов экипажа: астронавтов Давида Сен-Жака и Энн Макклейн. Написание порядкового номера корабля «Союз МС», цифры «11» напоминает футбольный стадион, проводя параллель между запуском корабля «Союз МС-11» и годом проведения в 2018 году чемпионата мира по футболу в России.
Автор эмблемы — художник из США Блэйк Дамснил (Blake Dumesnil).